# Туйкин, Фазыл Каримович
Фазыл Каримович Туйкин (тат. Фазыл Әхмәткәрим улы Туйкин, 10 июня 1888 года, деревня Зай-Каратай Бугульминского уезда Самарской губернии, ныне Лениногорский район Республики Татарстан — 15 февраля 1938 года) — поэт, драматург, историк, собиратель фольклора.

## Биография
Туйкин Фазыл Каримович родился 10 июня 1888 года в деревне Зай-Каратай Бугульминского уезда Самарской губернии (ныне Лениногорский район Республики Татарстан) в семье муэдзина, татарин. По материалам ревизий населения и записям в метрических книгах Туйкины принадлежали к сословию башкир. Предок Фазыла Туйкина — Туйка был предводителем одного из башкирских восстаний, после подавления которого перебрался на запад. Старший брат — известный писатель Кабир Каримович Туйкин.
Туйкин Фазыл Каримович окончил медресе «Мухаммадия» в Казани. В 1904 году после окончания среднего класса медресе вернулся в родную деревню, с помощью брата и родственников организовывал четырёхклассную школу и работал там учителем.
В 1906 году жил в Оренбурге, где издано его первое стихотворение «Родственники». Затем вернулся на родину, работал в школах нынешнего Сармановского района Татарстана и Мензелинского уезда Уфимской губернии, где преподавал духовные дисциплины, математику. Организовал в селе сельский театр.
Самым плодотворным периодом творчества Фазыла Туйкина были 1911-1914-годы, когда писатель жил в Уфе и преподавал в медресе «Хакимия». С 1912 года его стихи публиковались в журнале «Шуро», был издан подготовленный им фольклорный сборник «Созвездие песен», состоящий из башкирских и татарских народных песен. В 1914 году вышел его сборник песен, учебник «Каноны ислама».
Был сотрудником редакций газет «Фикер» («Мысль»), журналов «Шура» («Совет») и «Магариф»(«Просвещение»).
В сборнике стихов «Святки» («Нардуган», 1915) воспел красоту природы родного края, показал жизнь сельчан. Ф. Туйкин — автор исторической драмы «Герои Отечества» («Ватан kahарманнары», (1912), посвященной Отечественной войне 1812, пьесы «Жертвы жизни» («Тормыш kорбаннары», 1912) о жизни башкир и татар в начале, XX века, где он разоблачал религиозный фанатизм.
Туйкин собирал и публиковал старинные народные песни, участвовал в подготовке учебников по истории для национальных школ.
Пьесы Фазыла Туйкина ставились труппами «Нур», «Сайяр» и «Ширкат» в Уфе и Оренбурге.
Фазыл Туйкин нашёл и опубликовал рукописи поэта 17-го века Мавля Колыя, писателя и путешественника 18-го века Исмагила Бикмухамета, ранее неизвестные произведения поэта Габдерахима Утыз Имяни и других авторов.
В 1919 году в Оренбурге была издана первая часть научного труда «История тюрок», написанного им вместе с братом Кабиром Туйкиным. Вторая его часть осталась неопубликованной.
После Великой Октябрьской социалистической революции Фазыл Туйкин преподавал в школах Бугульминского уезда РТ, работал в Бугульминской семинарии татаро-башкирских учителей, позже — инструктором в отделе просвещения Бугульминского кантона, преподавал в татарском педагогическом техникуме.
Научные и педагогические работы Фазыла Туйкина напечатаны в газете «Кызыл Татарстан», журналах «Наш путь» и «Образование».
В 1931 году Ф. Туйкина обвинили в буржуазном национализме («султангалиевщина») и приговорили к тюремному заключению на 6 месяцев. В 1932 году был сослан в село Абдрахманово Альметьевского района, где преподавал в школе, собирал народный фольклор.
1 января 1937 года Фазыл Туйкин вновь арестовывается. На момент ареста Туйкин служил преподавателем татарского языка и географии в Татарском педагогическом техникуме г. Бугульма. Приговорён военным трибуналом ПриВО 28 октября 1937 г., обв.: 17-58-2, 58-10 ч.1, 58-11 («участник националистической организации Атласова») в высшей мере наказания с конфискацией имущества. Расстрелян 15 февраля 1938 г. Место захоронения — г. Казань, Архангельское кладбище, общая могила. Реабилитирован 27 мая 1958 г.

## Память
Имя Ф. Туйкина носит улица и средняя школа в деревне Зяй-Каратай РТ.
На доме, где он жил, установлена мемориальная доска.

## Труды
Пьесы: «Тормыш корбаннары (Жертвы жизни)» (1912), «Ватан каhарманнары (Отважные герои Отечества)» (1912),
Сборник стихов «Нардуган (Святки)» (Уфа, 1915)
Составил «Җырлар әхтәрисе (Сборник песен)» (1912), «Җырлар мәжмугасы (Сборник народных песен)» (Уфа, 1914)